# (58573) Serpieri
(58573) Serpieri (1997 RD7) – planetoida z pasa głównego asteroid okrążająca Słońce w ciągu 3,62 lat w średniej odległości 2,36 j.a. Odkryta 9 września 1997 roku.